# Leonard Tarnawski
Leonard Tarnawski (ur. 21 grudnia 1845 w Piskorowicach, zm. 6 września 1930 w Przemyślu) – polski adwokat, działacz społeczny, polityk, współtwórca konstytucji marcowej, ziemianin. Podporucznik weteran powstania styczniowego.

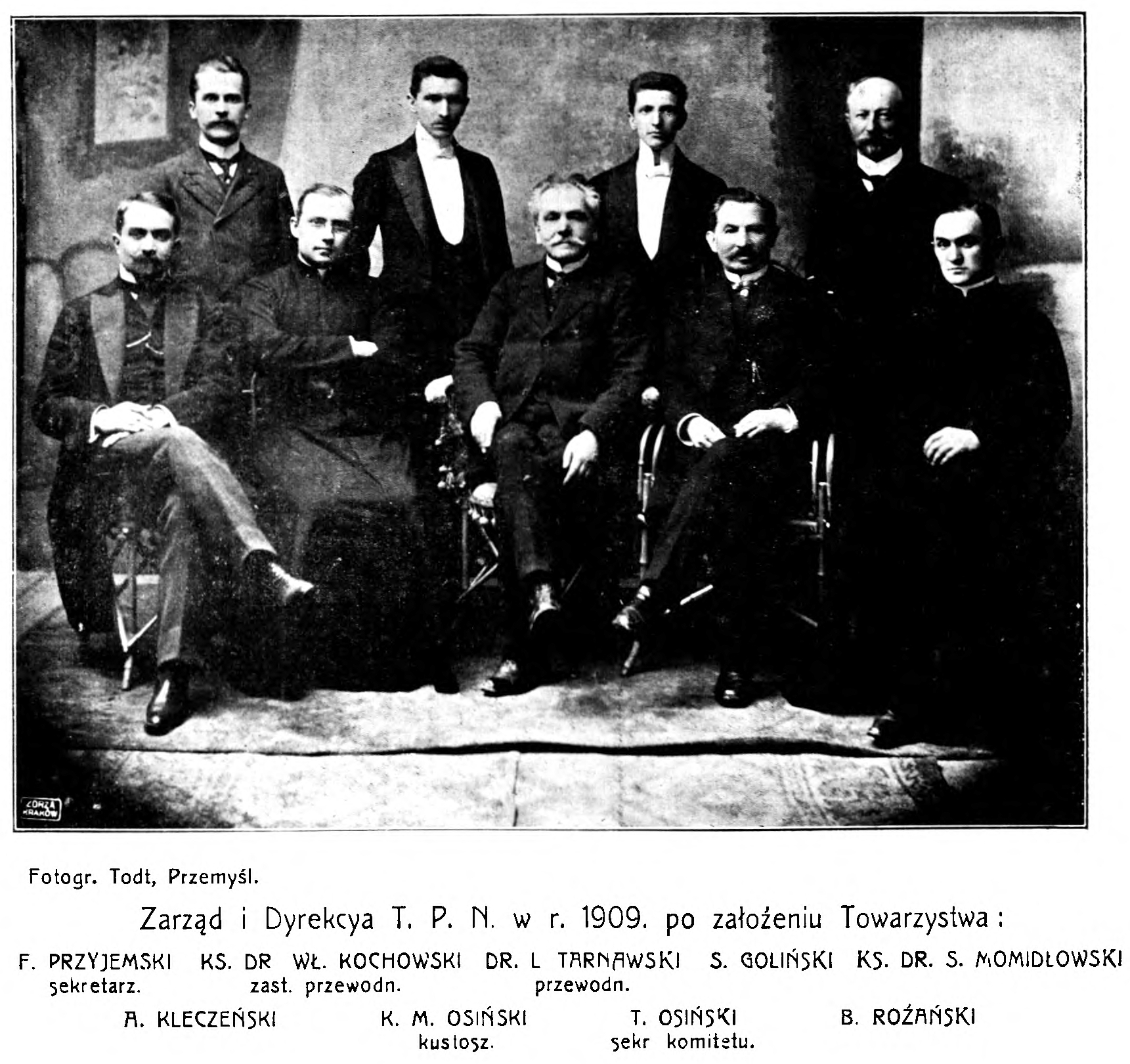
Zarząd TPN w 1909 (Tarnawski w środku)

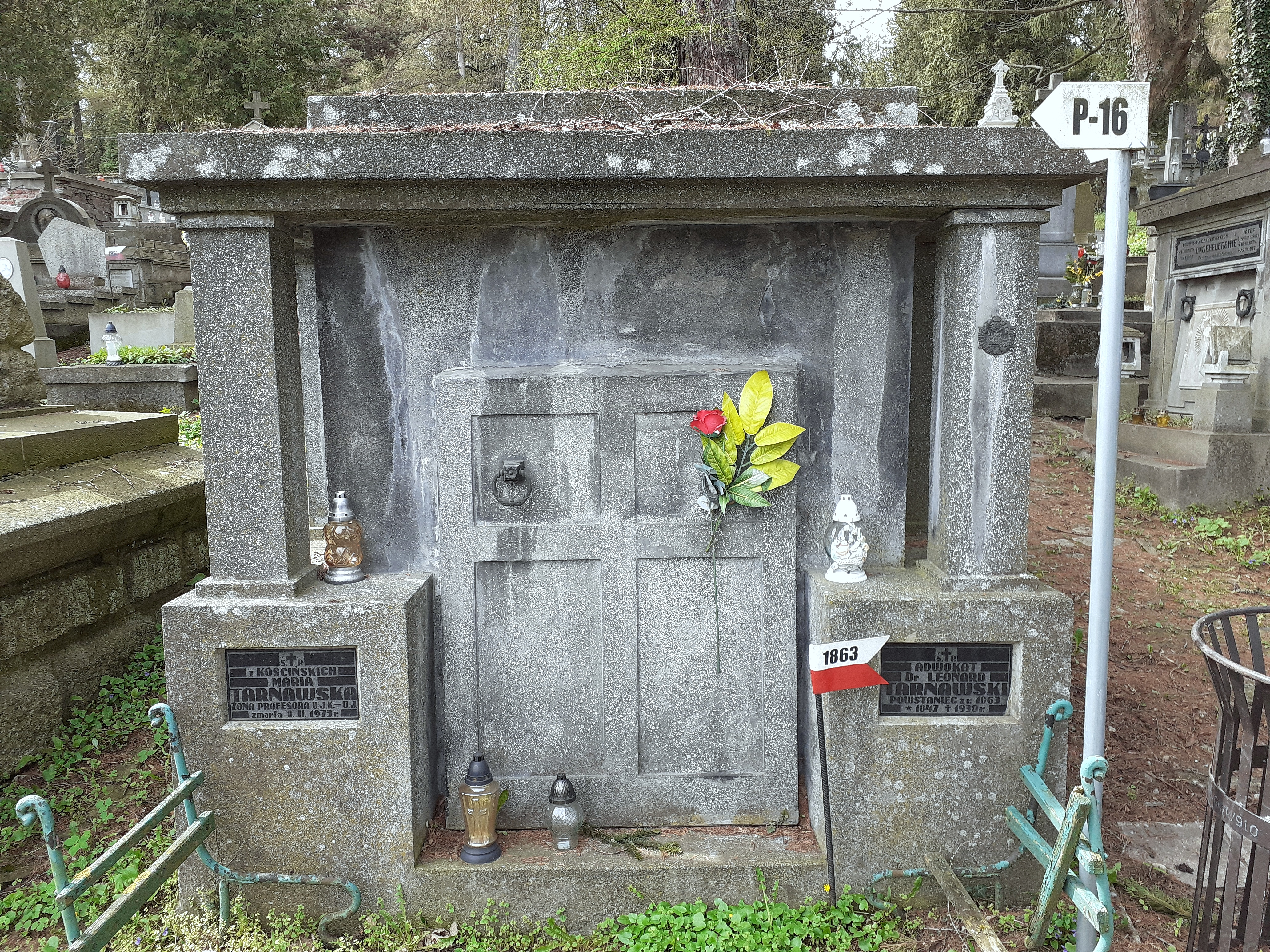
Grobowiec Leonarda i Marii Tarnawskiej

## Życiorys
Syn Andrzeja Tarnawskiego i Teresy z Kostrzewskich. Jego bratem był znany lekarz Apolinary. W 1877 ożenił się z Wincentą z domu Waygart, córką przemyskiego adwokata i burmistrza miasta Walerego. Byli rodzicami m.in. znanego filologa Władysława.
Po ukończeniu szkoły powszechnej rozpoczął naukę w przemyskim gimnazjum. Na wieść o wybuchu powstania styczniowego przerwał naukę i przedostał się do Królestwa. Został ranny w pierwszej stoczonej bitwie. Powrócił do Przemyśla kontynuując edukację. Po zdaniu matury w 1865 rozpoczął studia na Wydziale Praw Uniwersytetu Lwowskiego. Studia ukończył z tytułem doktora nauk prawniczych. 
Pracę adwokata zaczynał w kancelarii adwokackiej swojego przyszłego teścia Walerego Waygarta. W latach 1878–1930 nieprzerwanie prowadził własną kancelarię. Przez wiele lat był rajcą miejskim. W 1902 roku został wybrany posłem miasta Przemyśla do Sejmu Galicyjskiego (w ramach III kurii) (z listy Narodowej Demokracji). W 1908 roku odmówił przyjęcia austriackiego Orderu Żelaznej Korony, manifestując swój patriotyzm. W lutym 1919 roku w wyborach do Sejmu Ustawodawczego zdobył mandat posła. Zasiadał w Komisji Konstytucyjnej i prawniczej współtworząc Konstytucję z 1921 roku.
Był członkiem Ligi Narodowej.  Powołał w Przemyślu Stowarzyszenie Weteranów Powstania 1863 r. Założył Towarzystwo Zaliczkowo-Rolne, które udzielało kredytów rzemieślnikom i drobnym rolnikom. Był jednym z założycieli Stowarzyszenia Rzemieślników „Gwiazda” pełniąc przez pewien czas funkcję jego sekretarza. W 1884 roku stanął na czele nowo powołanego Polskiego Towarzystwa Gimnastycznego „Sokół”. Za jego prezesury wybudowano gmach Towarzystwa. Kolejną inicjatywą społeczną Tarnawskiego było położenie na Wzgórzu Zamkowym kamienia pamiątkowego w setną rocznicę uchwalenia Konstytucji 3-go Maja. Mecenas Tarnawski uczestniczył również w założeniu Towarzystwa Dramatycznego „Fredreum”, będąc w latach 1882–89 jego prezesem. Był jednym z twórców Towarzystwa Przyjaciół Nauk, a w latach 1909–23 stał na jego czele jako przewodniczący. W czasie walk o Przemyśl w listopadzie 1918 roku, wszedł w skład komisji miejskiej, której zadaniem było utrzymanie porządku do chwili rozwiązania spornych kwestii narodowościowych. W komisji, oprócz Tarnawskiego, strona polska była reprezentowana przez Włodzimierza Błażowskiego, Hermana Liebermana i Feliksa Przyjemskiego. Po odzyskaniu przez Polskę niepodległości (1918) w okresie II Rzeczypospolitej został awansowany do stopnia podporucznika weterana Wojska Polskiego. W listopadzie 1925 otrzymał honorowe obywatelstwo miasta Przemyśla.
Właściciel ziemski we wsi Jasienica Sufczyńska. 
Został pochowany w rodzinnym grobowcu na cmentarzu Głównym w Przemyślu (kwatera 16, rząd 1, nr 16).

## Ordery i odznaczenia
- Krzyżem Niepodległości z Mieczami (1930)[3][7].
- Krzyż Walecznych[3]

## Upamiętnienie
- Wkrótce po śmierci Leonarda Tarnawskiego, decyzją Rady Miasta, jedna z ulic Przemyśla została nazwana jego imieniem.